# Haus Leuenturm
Das Haus Leuenturm, Hutfiltern 2 (Assekuranznummer 193/4), auch Lauenthurm genannt, ist ein seit 1964 unter Denkmalschutz stehendes verputztes Fachwerkhaus aus dem Jahre 1777 in Braunschweig. Es steht im Weichbild Altstadt am nordöstlichen Übergang vom Kohlmarkt in die Straße Hutfiltern.

## Geschichte

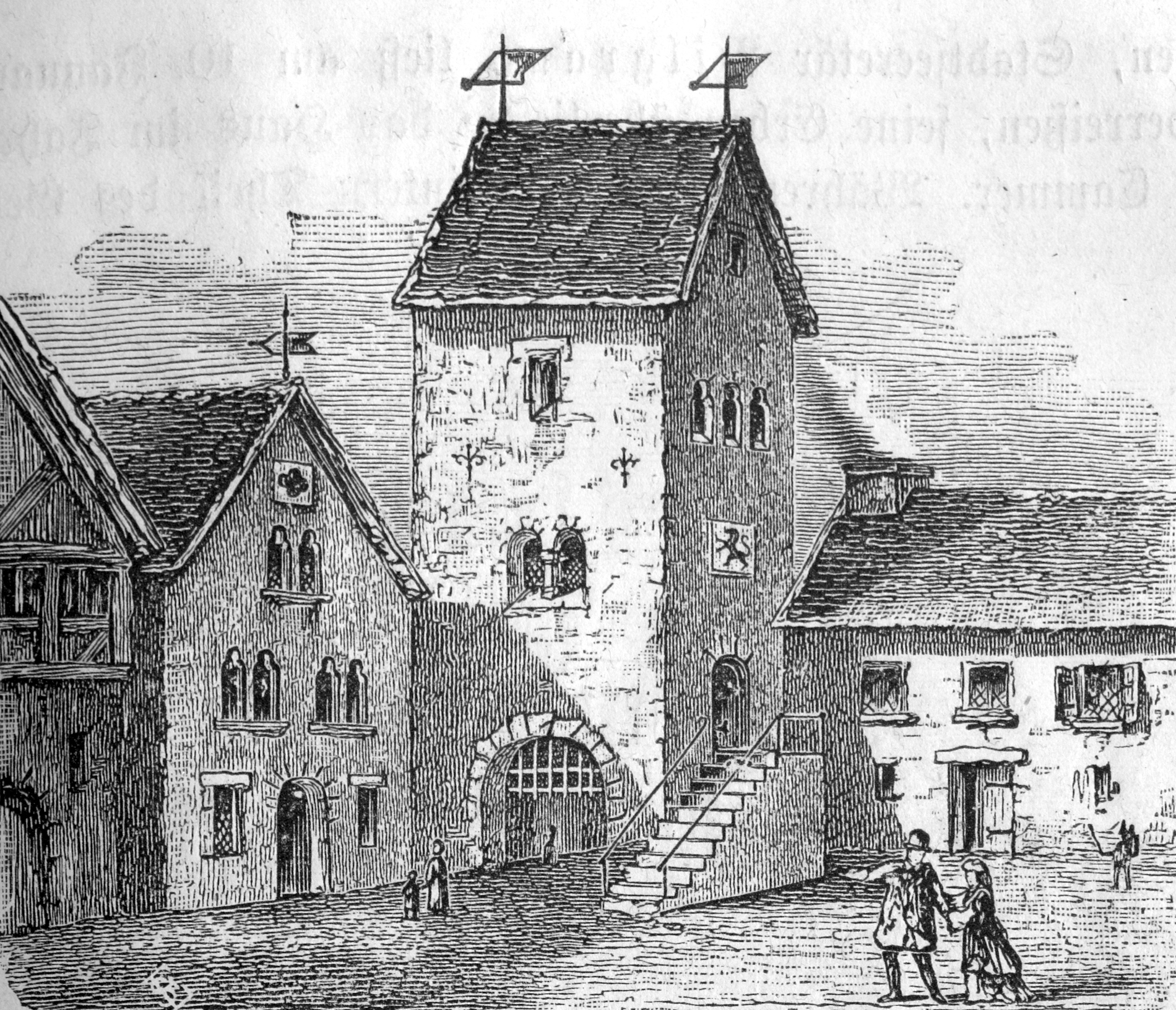
Das alte Löwentor (nach Beck), abgebrochen 1639.

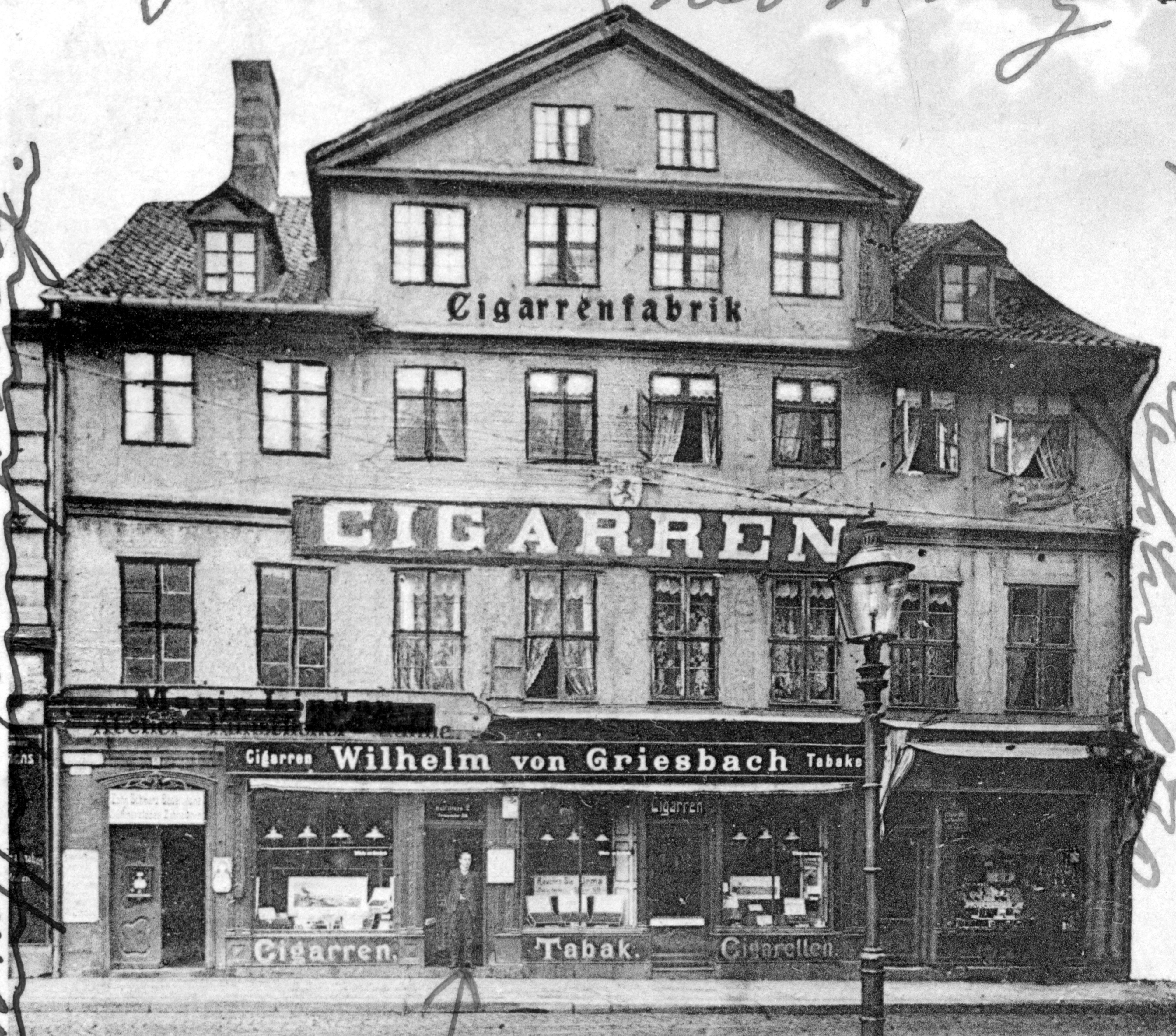
Ansichtskarte von 1907: In der 2. Etage mittig angebracht das Wappenschild mit dem Braunschweiger Löwen. Das Geschäft Wilhelm von Griesbach bestand bis in die 1970er Jahre.

Bevor das heutige dreigeschossige, traufständige Wohn- und Geschäftshaus mit Satteldach und mittigem Zwerchgiebel 1777 errichtet wurde, befand sich dort ein Bauwerk, das 1639 abgerissen wurde. Davor stand an gleicher Stelle das 1292 erwähnte Ulrichs- oder Löwentor, das im Mittelalter die östliche Begrenzung zwischen den zwei Weichbilden Altstadt und Altewiek bildete.
Die Geschichte des Leuenturms ist verbunden mit innerstädtischen Unruhen der Jahre 1292/93 zu Zeiten Heinrichs des Wunderlichen, der so genannten Schicht der Gildemeister. In dieser Schicht sagten sich zwölf Gildemeister vom alten Rat der Stadt los, zogen in den Turm und machten diesen vorübergehend zu ihrem neuen Rathaus.
Das Wappentier und Wahrzeichen Braunschweigs ist seit dem 12. Jahrhundert der Braunschweiger Löwe, den Welfenherzog Heinrich der Löwe um 1166 auf dem Burgplatz vor der Burg Dankwarderode und dem Braunschweiger Dom hatte errichten lassen. Der Legende nach soll der Rat der Stadt um das Jahr 1400 beschlossen haben, im Torturm einen lebendigen Löwen zu halten. Daraufhin wurde ein Tier in Italien gekauft und in die Stadt gebracht. So erhielt der Turm die Benennung Leuenturm nach dem niederdeutschen Wort Leu oder in braunschweigischer Mundart Lau(w)e für Löwe. Im Zinsbuch von 1402 wird zum ersten Mal „dat lowendor“ erwähnt, das in abgewandelter Form seinen Namen bis in die Gegenwart behielt.
Als der Turm baufällig wurde, riss man ihn ab und errichtete zwischen 1545 und 1550 einen neuen. Dieser neue Löwenturm wurde unter anderem als Gefängnis für … ungerathene Bürgersöhne und ‚freche Leute‘ eingerichtet …, bis auch er 1639 abgerissen wurde. Das anschließend 1777 errichtete Fachwerkhaus wurde im 19. Jahrhundert mehrfach im Erdgeschoss umgebaut, um Ladengeschäften Platz zu bieten, so befand sich dort um 1880 das Café Leuenthurm.
Etwa bis in die Zeit des Zweiten Weltkrieges war ein Wappenschild mit dem Stadtwappen Braunschweigs, dem Braunschweiger Löwen mittig an der Außenwand der zweiten Etage angebracht. Das Haus überstand die zahlreichen Bombenangriffe auf die Stadt weitgehend unbeschädigt. Kurz nach Kriegsende (auf Fotos von 1950 bereits zu sehen) wurde dieses Wappen durch einen vom Betrachter aus nach links blickenden Löwen, der vor einem alten Burg- oder Wehrturm steht, ersetzt. Darüber und daneben findet sich zudem seither die Beschriftung Haus Leuen Turm.

## Städtebauliches Umfeld

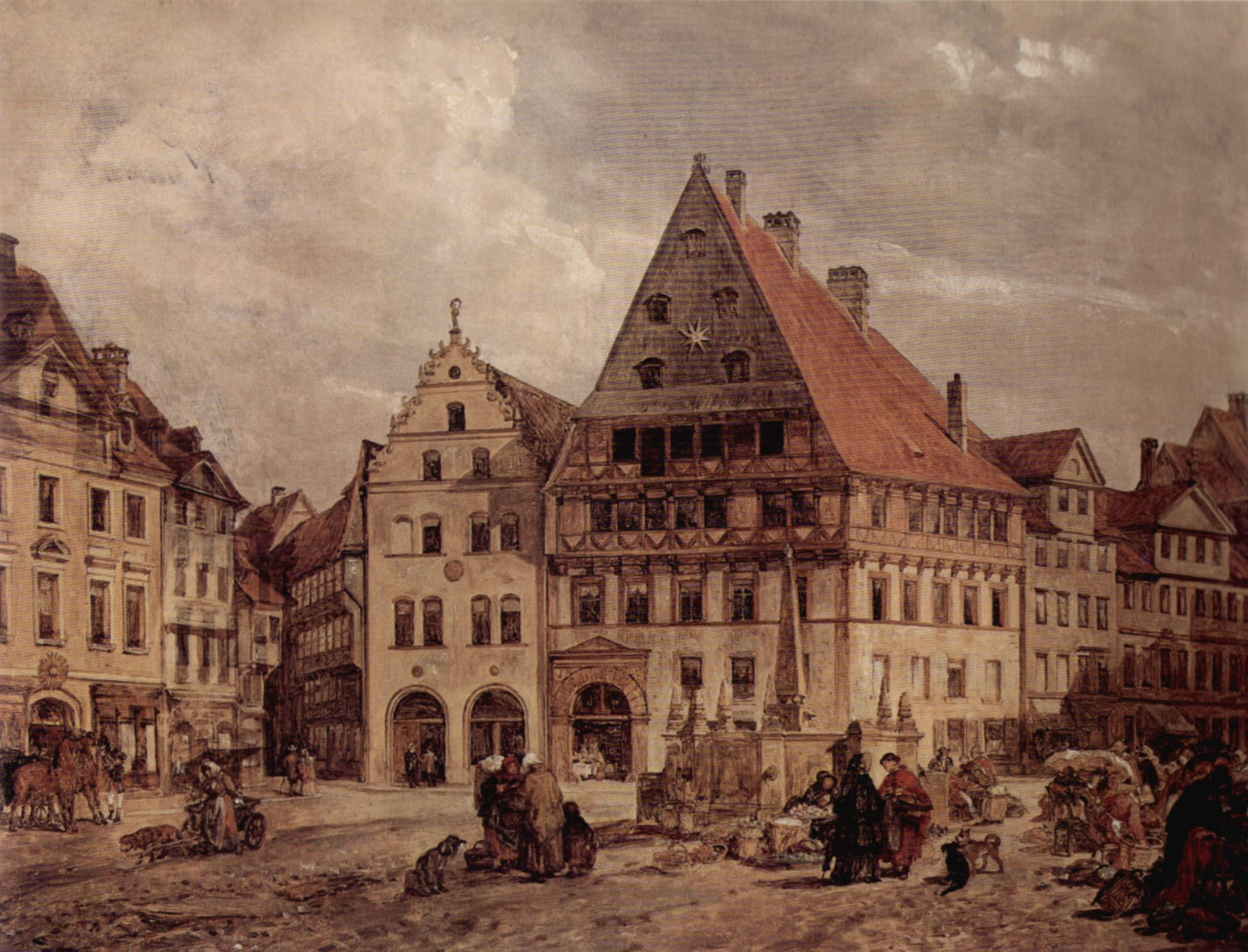
Der nordöstliche Teil des Kohlmarktes, 1894 gemalt von Ludwig Tacke.[Anm. 2]
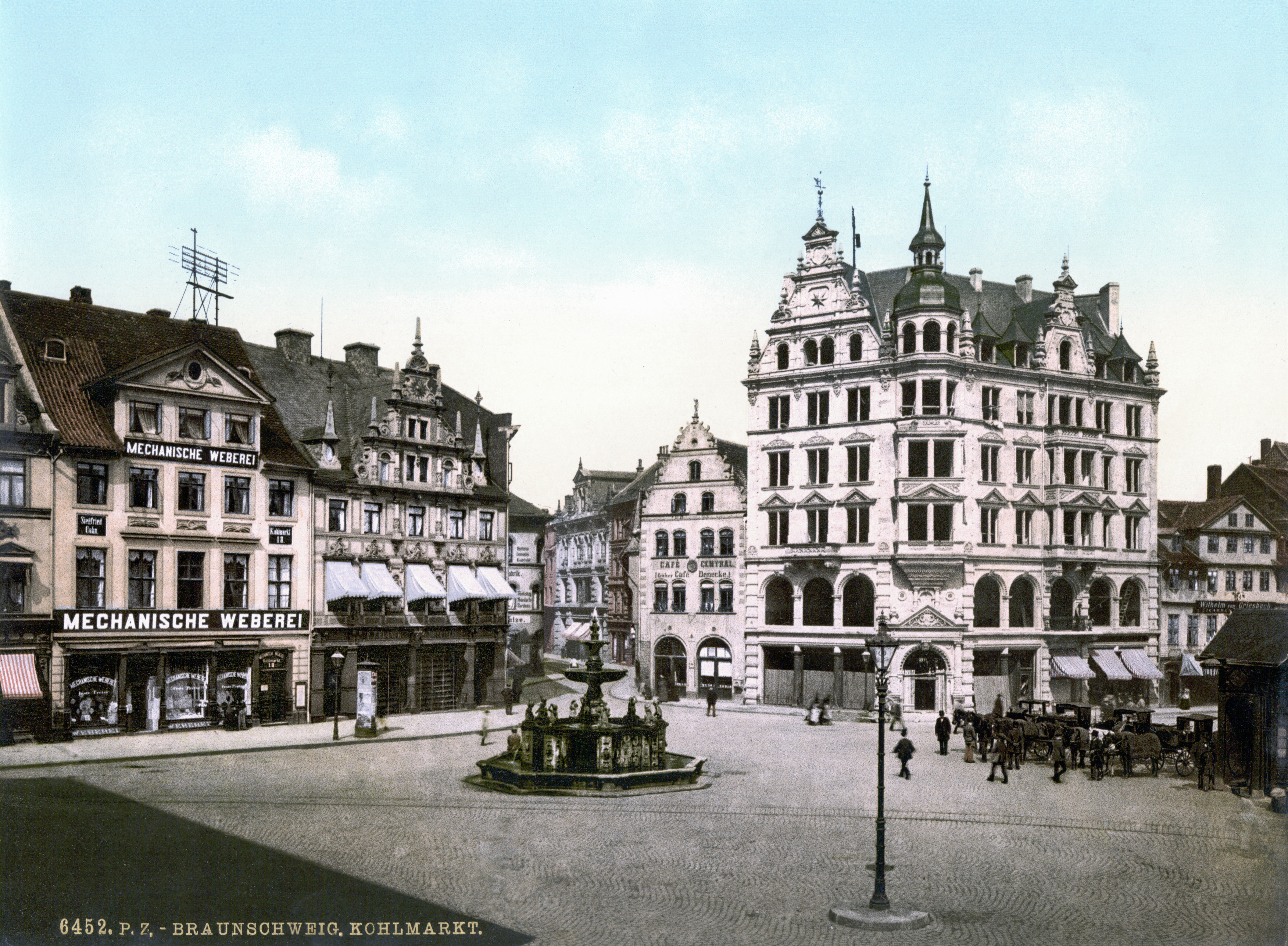
Fotografie um 1905: Im Zentrum der neue Brunnen von Oskar Sommer. Das Haus Leuenturm ist ganz rechts.